# San Agustín (1768)
El San Agustín fue un navío español de dos puentes y 74 cañones, construido en los Reales Astilleros de Guarnizo, Cantabria, por Francisco Gautier y el asentista D. Manuel de Zubiría según el contrato firmado en 1763. Pertenecía a la misma serie que el San Juan Nepomuceno, del que este último era cabeza de su clase.
Botado en 1768, prestó treinta y siete años de servicios a la Armada, El San Agustín estuvo presente en numerosas campañas y en no menos de cuatro combates navales, teniendo la condición de haber sido capturado en dos ocasiones por el enemigo, aunque fue retenido por muy escaso tiempo.

## Historial
Entre el 26 de julio y el 5 de agosto de 1769 realizó sus pruebas de mar, llegando a la base del Ferrol a finales de 1769, quedando en espera de ser artillado.  En octubre de 1770 quedó encuadrado con los navíos San Isidoro y Firme, realizando patrullas de vigilancia por el litoral gallego y mar Cantábrico.
En agosto de 1771 se le realizó un nuevo carenado parcial. Posteriormente quedó en el Arsenal de Cartagena, donde la madrugada del 26 de noviembre entró y salió del dique seco, operación muy arriesgada y que causó admiración en la ciudad. Zarpó nuevamente el 17 de diciembre de Cartagena al mando del capitán de navío Don Vicente Doz y Funes, junto con los navíos San Julián, San Justo, San Lorenzo y San Genaro, llegando al Ferrol en enero de 1774. A finales de 1776 fue sometido a un nuevo reacondicionamiento, quedando alistado para participar en su primer combate, hecho que aconteció al año siguiente. Zarpó de Ferrol a finales de septiembre de 1776, quedando asignado en Cádiz a la flotilla de Don Miguel José Gastón de Iriarte, totalizando cinco navíos de línea y dos fragatas. Su misión consistió en patrullar las Islas Canarias y retener las mercancías sin declarar. Previamente, navegando por el Cabo San Vicente, se reunió con el navío de registro Gallardo, procedente de Lima, para escoltarlo a Cádiz.
El 14 de diciembre de 1776 abandona la ciudad gaditana para dirigirse a Montevideo, bajo el mando del capitán de navío Don José Joaquín Teachain, junto con el navío Serio y la fragata Santa Gertrudis, arribando el 22 de febrero de 1777. Su cargamento consistió en pertrechos, armemento y munición para las fuerzas españolas en lucha contra la colonia portuguesa de Brasil. Regresó a España junto con los mencionados Serio y Santa Gertrudis para escoltar a siete buques mercantes para abastecer a la escuadra española destacada en la Isla de Santa Catalina.
Durante la travesía, el 19 de abril de 1777, después de haberse separado de un convoy a causa de un temporal, se topó con una escuadra portuguesa de nueve navíos que patrullaba para cortar los suministros españoles al mando del capitán irlandés Robert McDouall. Entabló combate con la fragata Nossa Señora del Pilar de 26 cañones y con el navío de 70 cañones Prazeres. Después de una noche de persecuciones se rindió y fue incorporada a la escuadra portuguesa con el nombre de Santo Augustinho.
Finalmente regresaría a la Armada española al firmarse el tratado de paz de San Ildefonso del 1 de octubre de 1777.
En enero de 1780, durante la Guerra de Independencia de Estados Unidos, formó parte de un escuadrón de once navíos de línea bajo el mando del almirante Don Juan de Lángara que partió de patrulla frente al Cabo de San Vicente para interceptar un esperado convoy británico hacia Gibraltar. Pero, cuando apareció, la flota británica, al mando de Sir George Rodney, superaba con creces en número a la escuadra española, con 18 barcos de línea. El resultado fue la Batalla del Cabo San Vicente, frente a los tormentosos y oscuros acantilados del Cabo Santa María durante la tarde y la noche del 16 de enero de 1780. Se capturaron seis barcos españoles de línea y uno resultó destruido. El San Agustín y el San Genaro fueron los únicos barcos españoles de línea que escaparon ilesos.
El buque estuvo al mando en 1797 de Juan José Ruiz, quien consiguió burlar la persecución británica en Cabo San Vicente y Vigo.
Durante las guerras napoleónicas, luchó en la Batalla de Algeciras en 1801 y en la Batalla de Trafalgar en 1805. En 1805 se unió a la escuadra del teniente general Domingo Pérez de Grandallana.

## Trafalgar
En la Batalla de Trafalgar estaba al mando Felipe de Jado y Cagigal y a bordo del mismo se hallaban 711 hombres. Formó a la cola de la flota hispano-francesa, la cual al volverse por el acecho de los navíos ingleses, lo dejó situado en la vanguardia del ataque aliado. Así, su cubierta partió al primer cañonazo en la batalla, quedando rodeado por varios buques de la escuadra mandada por Nelson: el Leviathan, el Conqueror, el Africa y el Britannia. 
Combatió durante horas repeliendo dos abordajes. En el tercero, con los supervivientes atrincherados en popa y viendo los ingleses la irrecuperable situación de la nave, desarbolada y con vías de agua, estimaron más conveniente proponer la terminación del combate. Esta solución sólo fue aceptada por Jado y Cagigal cuando se le garantizó que el pabellón español no sería arriado en tanto no se produjera el hundimiento de la nave. Para entonces el balance de bajas en el San Agustín era de 180 muertos y 200 heridos. El resto de los hombres fueron apresados y trasladados a Gibraltar con el propio comandante. Fue echado a pique el 29 de octubre tras ser incendiado por los ingleses ante la imposibilidad de poder remolcarlo a Gibraltar en condiciones aceptables, sin haber llegado a enarbolar la enseña británica.